# Litsea quadrangularis
Litsea quadrangularis är en lagerväxtart som beskrevs av André Joseph Guillaume Henri Kostermans. Litsea quadrangularis ingår i släktet Litsea och familjen lagerväxter. Inga underarter finns listade i Catalogue of Life.